# Ophion luteus
Espèce
Ophion luteus est une espèce d'insectes hyménoptères de la famille des Ichneumonidae.

## Répartition
Très commun en fin d'été et automne en Europe occidentale. Il est attiré par la lumière.

## Description
Le corps est brun clair ; le scutellum est nettement triangulaire, l'abdomen est comprimé verticalement.

## Biologie
C'est un endoparasite de diverses chenilles.